# Kevin Cheveldayoff
Kevin Cheveldayoff (* 4. Februar 1970 in Saskatoon, Saskatchewan) ist ein ehemaliger kanadischer Eishockeyspieler und derzeitiger -funktionär. Seit Juni 2011 ist er General Manager der Winnipeg Jets aus der National Hockey League.

## Karriere
Kevin Cheveldayoff begann seine Profilaufbahn 1986 bei den Brandon Wheat Kings in der Western Hockey League. Bereits in seiner Debütsaison mit den Wheat Kings gelang dem Verteidiger der Durchbruch in der WHL, als er in 70 Partien der regulären Saison auf dem Eis stand. In der folgenden Spielzeit verbesserte er seine Offensivstatistiken und erzielte 32 Scorerpunkte in 71 Begegnungen der regulären Saison. Cheveldayoff, der als unauffälliger Defensivverteidiger galt, wurde beim NHL Entry Draft 1988 in der ersten Runde an 16. Position von den New York Islanders ausgewählt. Wenige Wochen zuvor war er im Anschluss an die WHL-Saison als WHL Scholastic Player of the Year ausgezeichnet worden, eine Auszeichnung, welche jährlich an den Spieler vergeben wird, der sportlichen Erfolg und gute schulische Leistungen am besten miteinander vereint. Der Kanadier ging noch zwei Jahre für die Brandon Wheat Kings in der WHL aufs Eis, während er im Verlauf der Saison 1989/90 erste Erfahrungen bei den Springfield Indians in der American Hockey League sammelte.

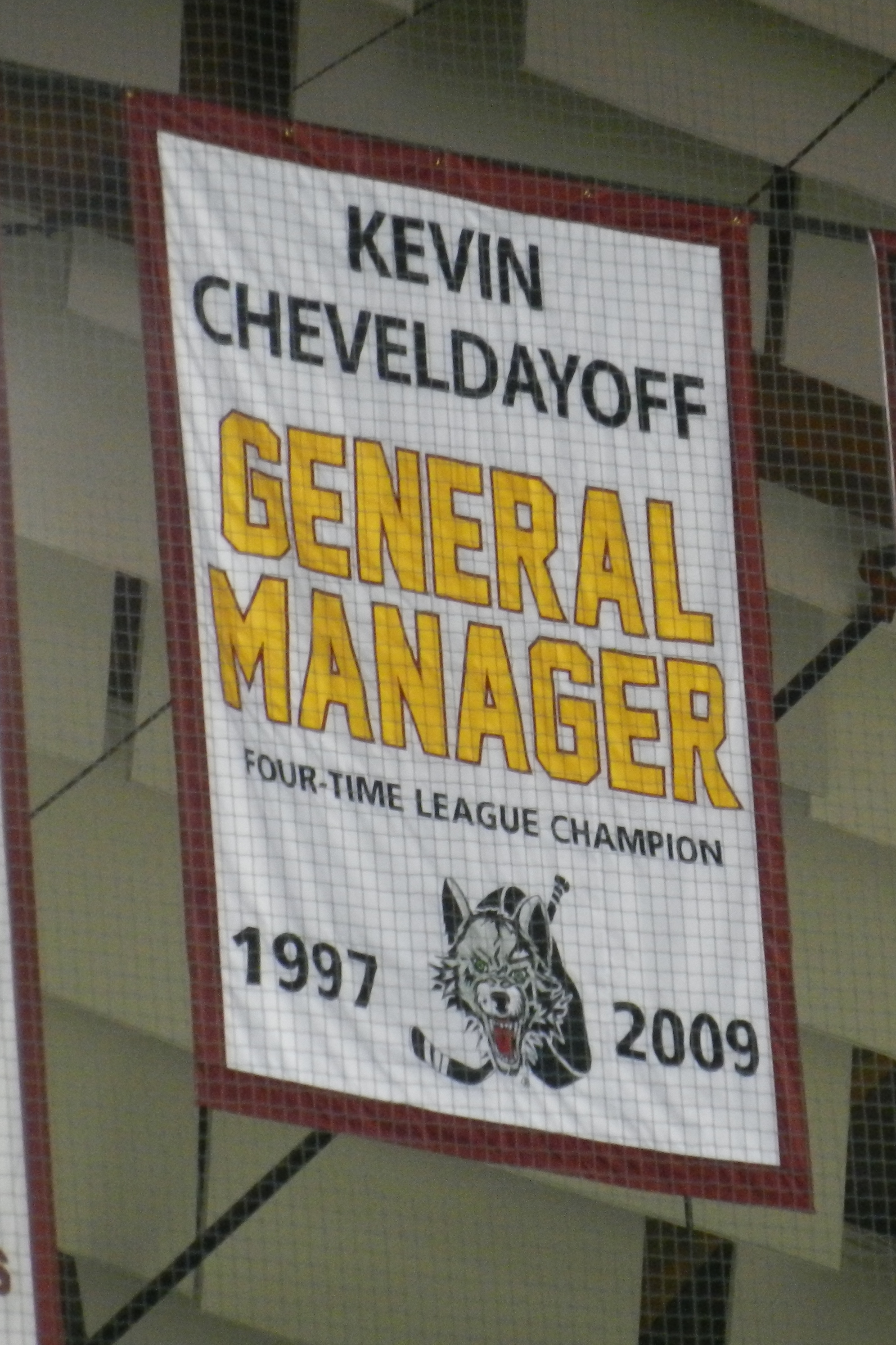
Ein Banner zu Ehren Cheveldayoffs in der Allstate Arena

Im Anschluss war Cheveldayoff drei Saisonen für das Farmteam der New York Islanders, die Capital District Islanders, in der AHL aktiv und war bei diesen von 1991 bis 1993 als Assistenzkapitän tätig. Obwohl er in zahlreichen Begegnungen in der AHL auf dem Eis stand, blieb dem Defensivspieler ein Einsatz für die New York Islanders in der NHL verwehrt. Es folgte eine Saison bei den Salt Lake Golden Eagles in der International Hockey League, bevor der Akteur seine Spielerkarriere aufgrund einer Knieverletzung beendete.
Der Kanadier schlug nach seinem Karriereende als aktiver Spieler eine Laufbahn als Trainer und Funktionär ein. Zunächst stand er von 1995 bis 1997 bei den Utah Grizzlies in der IHL als Assistenztrainer unter Butch Goring hinter der Bande und war dessen rechte Hand. Ab 1997 war er in der Organisation der Chicago Wolves als General Manager aktiv. Unter seiner 12-jährigen Führung gewann das Team jeweils zwei Mal den Turner Cup und den Calder Cup. Zur Saison 2009/10 wurde der Kanadier zum Assistenz-General-Manager der Chicago Blackhawks befördert, dessen Position er zwei Jahre innehatte. In seiner Debütsaison gewann der Kanadier mit den Blackhawks den prestigeträchtigen Stanley Cup. Im Juni 2011 wurde er als General Manager der Winnipeg Jets vorgestellt.

## Erfolge und Auszeichnungen
- 1988 WHL Scholastic Player of the Year
- 1998 Turner-Cup-Gewinn mit den Chicago Wolves (als General Manager)
- 2000 Turner-Cup-Gewinn mit den Chicago Wolves (als General Manager)
- 2002 Calder-Cup-Gewinn mit den Chicago Wolves (als General Manager)
- 2008 Calder-Cup-Gewinn mit den Chicago Wolves (als General Manager)
- 2010 Stanley-Cup-Gewinn mit den Chicago Blackhawks (als Assistenz-General-Manager)

## Karrierestatistik
(Legende zur Spielerstatistik: Sp oder GP = absolvierte Spiele; T oder G = erzielte Tore; V oder A = erzielte Assists; Pkt oder Pts = erzielte Scorerpunkte; SM oder PIM = erhaltene Strafminuten; +/− = Plus/Minus-Bilanz; PP = erzielte Überzahltore; SH = erzielte Unterzahltore; GW = erzielte Siegtore; 1 Play-downs/Relegation; Kursiv: Statistik nicht vollständig)